# Giò Stajano
Giò Stajano, nombre artístico del Conde Gioacchino Stajano Starace Briganti di Panico, más tarde condessa María Gioacchina Stajano Starace Briganti di Panico (Sannicola, 11 de diciembre de 1931 - Lecce, 26 de julio de 2011) fue una escritora, periodista, actriz y pintora italiana. En la década de 1960, antes del cambio de sexo, fue célebre como el primer transexual conocido públicamente de Italia.

## Vida
Gioacchino Stajano Starace, conde Briganti di Panico, llamado Giò Stajano, era sobrino del jerarca fascista Aquiles Starace. A los 12 años, tras la caída del fascismo, sus padres se separaron; Gioacchino fue al colegio de los jesuitas de Mondragone. Terminado el liceo, se transfiere a Florencia, donde frecuenta la Academia de Arte. Posteriormente se trasladó a Roma y siguió algunos cursos de la Facultad de Arquitectura.
En 1956, durante le edición anual de la Fiera del Arte de vía Margutta, en Roma, Stajano expuso sus cuadros, obteniendo un discreto éxito de público; será con la literatura y el escándalo, que obtiene la consagración.
En 1959 publicó Roma capovolta, un texto autobiográfico, que cuenta sucesos escalofriantes en la Roma del «Café Society», descritos en la película La dolce vita de Fellini. El texto, explícitamente gay, fue secuestrado por las autoridades con la excusa de propagar ideas contrarias a la moral pública y las buenas costumbres. El hecho contribuyó a centrar la atención en la imagen escandalosa de Stajano y a consagrarlo como el homosexual más famoso de Italia (aunque, como demuestra su cambio de sexo, su identidad era más bien de transexual).
Rápidamente, después de Roma copavolta, Stajano retomó la escritura para publicar Meglio l’uovo oggi, una novela en clave, siempre sobre la vida homosexual de Roma, en el que no era difícil descubrir homosexualidad de varios personajes. Entre ellos, el anterior rey de Italia, Humberto II. Le siguió otro libro escandaloso, que recuerda en el título al libro secuestrado, Roma erótica. Aunque esta novela fue secuestrada poco después de su publicación, se vendieron un número reducido de copas, lo que contribuyó a acrecentar la fama del autor.
Alcanzada la fama, Giò Stajano abrió un local. Inspiró a Fellini, bañándose la Fontana de la Plaza de España, antes de que Anita Ekberg lo hiciera en la Fontana di Trevi, y obtiene un papel en la película La dolce vita (a causa con un altercado con la editora, la escena no pudo insertarse en la edición del film para cines, pero fue distribuido en las ediciones sucesivas restauradas para la TV y vídeo/DVD).
Entre 1958 y 1961, Stajano colaboró con el semanal escandaloso Lo Specchio («El espejo»).
En 1961 fue convocado e interrogado en el magistrado en relación con escándalo de los balletti verdi. Como protesta (y promoción) se presentó en el juicio vestido de mujer de luto, con un vestuario completo de lana negra.
A finales de los años 60, colaboró con el semanal de costumbre y actualidad, sin erotismo, Men, en el que respondía con un tono entre extraño y sibilino a las cartas de los lectores homosexuales, bajo la rúbrica Il salotto di Oscar Wilde. Esta rúbrica el primer (y por muchos años el único) espacio dedicado de un público gay en el mundo editorial italiano. En 1971, Stajano se convierte en el director de la revista.

## Un cambio radical
Con el nacimiento del movimiento gay, al que Stajano nunca se sintió unido, y con los cambios sociales a finales de los años sesenta, disminuye el interés mediático en torno al personaje escandaloso que había sido tan discutido en los periódicos. 
En 1983 Stajano regresó a las noticias, pero ya cambiado de sexo, con el nombre de «María Gioacchina Stajano Starace». Después del cambio de sexo, concedió su primera entrevista al periodista Francesco D. Caridi de Il Borghese, periódico para el que Giò Stajano había escrito muchos artículos del corazón con el seudónimo de «Pantera Rosa», poniendo en el punto de mira sobre todo a la aristocracia romana. En 1992 publicó finalmente su autobiografía, poniéndole el título de Mi vida escandalosa, convirtiéndose en el primer escritor italiano en haber publicado textos tanto sobre la homosexualidad, como sobre la transexualidad.
En los últimos años, su búsqueda interior le ha llevado a acercarse a la religión Católica: Stajano ha declarado a la prensa (con gran «bombo» publicitario) que quiere ingresar en un convento de monjas, pero que no puede hacerlo únicamente a causa de su cambio de sexo, no reconocido como legítimo por la Iglesia católica. Finalmente ha conseguido ser acogida por los monjes de Betanioa del Sacro Cuore, cerca de Vische (Turín), en calidad de hermana laica.

## Obra (selección)
- Roma capovolta, Quattrucci, Roma (septiembre de 1959)
- Meglio l'uovo oggi, Quattrucci, Roma (diciembre de 1959)
- Le Signore sirene, Quattrucci, Roma 1961
- Vita d'uomo, Tipografia 'Giolitti', Roma 1962 (posteriormente publicado con el título de Il letto stretto)
- ... gli uni e gli altri ..., Conte, Lecce c.1963?
- Il letto stretto, Quattrucci, Roma 1967
- Roma erotica, Poker d'Assi, Società Editoriale Attualità, Milán 1967
- La mia vita scandalosa, Sperling & Kupfer Editori, Milán 1992
- G. Stajano, G. Vaira, Pubblici scandali e private virtù. Dalla Dolce Vita al convento, Manni, Lecce, 2007

## Filmografía
Giò Stajano, antes del cambio de sexo, trabajó en una decena de filmes, en los cuales pueden señalarse:
- Avventura a Capri, de Giuseppe Lipartiti (1958)
- Gli scontenti, de Giuseppe Lipartiti (1959)
- La dolce vita, de Federico Fellini (1960), no acreditado
- La ragazza di mille mesi, de Steno  (1961)
- Totò, Peppino e...la dolce vita, de Sergio Corbucci  (1961)
- Caccia all'uomo, de Riccardo Freda  (1961)
- En nombre del pueblo italiano, de Dino Risi  (1971)
- El común sentimiento de pudor, de Alberto Sordi  (1976)
- Los amigos de Nick Hezard, de Fernando Di Leo  (1976)
- Nerone, de Castellacci y Pingitore  (1977)

Después del cambio de sexo ha aparecido en:
- Il fico del regime, de Ottavio Mai y Gianni Minerba, (1991) (documental-entrevista totalmente dedicado a la vida de Giò Stajano)
- Portagli i miei saluti - avanzi di galera, de Gianna Maria Garbelli (1993)

## Cita
He abierto un portal a la homosexualidad. Yo he sido el primer homosexual declarado en Italia
Giò Stajano.